# Milan Susak
Milan Susak (* 29. Januar 1984 in Fairfield City, Sydney) ist ein australischer Fußballspieler, der auch einen serbischen Pass besitzt.

## Karriere
Susak spielte in der Jugendabteilung von Sydney Olympic und wechselte 2002 zum serbischen Klub FK Vojvodina. Dort kam der gelernte Abwehrspieler, der zumeist in der Innenverteidigung eingesetzt wird, aber lediglich zu einem Ligaeinsatz im August 2006 als Einwechselspieler. 2007 kehrte er nach Australien zurück und spielte eine Saison für Adelaide United in der A-League und der AFC Champions League 2008. 
Im Sommer 2008 wechselte er ablösefrei zum deutschen Drittligisten SpVgg Unterhaching. Dort eroberte Susak sich einen Stammplatz in den Innenverteidigung. Sein einziges Tor in einer deutschen Profiliga erzielte er am 38. Spieltag der Saison 2008/09 gegen den VfR Aalen. 
In der Saison 2010/11 gewann Susak mit Brisbane Roar den australischen Meistertitel, bevor er in die Indonesia Premier League zu Minangkabau FC wechselte. Nachdem der Klub für 2012 keine Lizenz erhalten hatte, schloss sich Susak zur Saison 2011/12 wieder Adelaide United an.